# Teresa de Zúñiga
Teresa de Zúñiga, III duchessa di Béjar, III duchessa di Plasencia, II marchesa di Gibraleón, II marchesa di Ayamonte e IV contessa di Bañares, (in spagnolo: Teresa de Zúñiga y Manrique de Lara) (Siviglia, 1502 – Siviglia, 25 novembre 1565), è stata una nobildonna spagnola.

## Biografia
Era la figlia di Francisco de Zúñiga, e di sua moglie, Leonor Manrique de Lara. Alla morte del padre, il 26 marzo 1525, ne ereditò i titoli. Alla morte di Álvaro de Zúñiga ne ereditò i titoli, ma intraprese una causa (1532-1547) con Pedro de Zúñiga, figlio illegittimo, e successivamente legittimato, di suo zio Álvaro.

## Matrimonio
Nel 1518 sposò Alonso Francisco de Sotomayor, IV conte di Belalcazar e visconte di Puebla de Alcocer, figlio di Alonso de Sotomayor e di sua moglie Isabella Filippa del Portogallo. Gli accordi prematrimoniali sono stati concessi con il consenso della regina Giovanna e da suo figlio Carlo I, il 21 ottobre 1518.
Ebbero nove figli:
- Manrique de Zuñiga;
- Manuel de Zuñiga;
- Francisco de Zúñiga (1523-20 settembre 1591), sposò in prime nozze Guiomar de Mendoza, ebbero tre figli, e in seconde nozze Brianda Sarmento de La Cerda, non ebbero figli;
- António de Zuñiga (1524-20 aprile 1583), sposò Ana Fernández de Córdoba, ebbero tre figli;
- Alfonso de Zuñiga (1530-24 febbraio 1559), sposò Francisca Fernandez de Cordoba, non ebbero figli;
- Pedro de Zuñiga (1530-?), sposò Leonor de Recalde, non ebbero figli;
- Leonor Manrique de Zuñiga (1532-?), sposò Juan Carlos de Guzmán, ebbero due figli:
- Diego Lopez de Zuñiga;
- Álvaro Manrique de Zuñiga (1540-?), sposò Blanca de Velasco, ebbero un figlio.

## Morte
Contribuì, con una somma di 10.000 ducati, una richiesta da parte del Regno di Spagna, in occasione della crisi economica del 1552, anno della fuga dell'imperatore Carlo V a Innsbruck. Fece terminare la costruzione e l'abbellimento nel convento di Regina Angelorum, così come il Colegio de Estudios, iniziato da sua madre. Durante il viaggio che fece Filippo II per accompagnare la sorella l'Infanta Giovanna al confine con il Portogallo, in occasione del suo matrimonio con il principe Giovanni Manuele del Portogallo, passarono a visitare la duchessa di Plasencia a Béjar, il 10 maggio 1554.
Morì il 25 novembre 1565 a Siviglia. Fu sepolta accanto al marito nella cappella del Colegio de Estudios.